# Sarah Ferguson
Sarah Margaret Ferguson (Londres, 15 d'octubre de 1959), és duquessa de York i membre (sense tractament protocol·lari) de la família reial britànica. De 1986 a 1996 va estar casada amb el príncep Andreu, segon fill de la reina Elisabet II del Regne Unit. És la mare de les princeses Beatriu i Eugènia de York, que ocupen la 10a i 11a posicions en l'ordre de successió al tron britànic.

## Biografia
Sarah Ferguson és la segona filla del major Ronald Ferguson (1931-2003) i de la seva primera esposa, Susan Mary Wright (1937-1998), divorciats el 1974. Després del divorci la seva mare es va casar amb el jugador de polo Héctor Barrantes el 1975 i se'n va anar a viure a Trenque Lauquen a la Pampa argentina. Sarah es va quedar a la granja Dummer Down de 480 acres (1.9 km²) a Dummer, Hampshire, la casa del seu pare. Per la seva banda el Major Ferguson es va casar amb Susan Deptford el 1976, amb qui va tenir tres fills més: Andrew, Alice i Elizabeth.
Després de fer carrera militar Ronald Ferguson va fer d'entrenador de polo del príncep Felip i després de Carles al Guards Polo Club.
El 23 de juliol de 1986, es va casar amb el príncep Andreu, duc de York, a l'abadia de Westminster. Amb ell hi va tenir dues filles:
1. La princesa Beatriu de York, nascuda el 8 d'agost de 1988
2. La princesa Eugènia de York, nascuda el 23 de març de 1990

Es va divorciar del príncep Andreu el 1996 i va perdre, així, el tractament d'altesa reial, tot i que va conservar el títol de duquessa de York.

## Ascendència noble
La seva família està relacionada amb la família reial britànica a través d'avantpassats comuns. Sarah Ferguson té sang dels Stuart i els Tudor, ja que per part de pare descendeix del rei Carles II d'Anglaterra, a través de dos dels seus fills il·legítims: Carles Lennox, 1r duc de Richmond, i James Scott, 1 duc de Monmouth. També estava emparentada amb la seva ex-cunyada, la princesa Diana Spencer, amb qui compartia com a encestre comú Georgiana Cavendish, duquessa de Devonshire a través d'Eliza Courtney, filla il·legítima de Geordiana i de Lord Grey, que va ser Primer ministre de 1830 a 1834.
El seu rebesavi patern és William Montagu-Douglas-Scott, duc de Buccleuch i duc de Queensberry. Per part de mare, el seu rebesavi és Mervyn Richard Wingfield, vescomte Powerscourt; en aquest cas Sarah és probablement descendent d'Adam Winthrop, avi de Johnny Winthrop fundador de la Colònia de la Badia de Massachusetts.
L'àvia paterna de Sarah Ferguson era cosina germana de la princesa Alice, duquessa de Gloucester, i esposa del príncep Enric, duc de Gloucester i oncle de la reina Elisabet II.